# يان جبريل
يان جبريل (18 أبريل 1962 بترنافا في سلوفاكيا - ) هو لاعب كرة قدم سلوفاكي في مركز الوسط. لعب مع نادي سبارتاك ترنافا.

## وصلات خارجية
- يان جبريل على موقع اتحاد تركيا (لاعب) (الإنجليزية)
- يان جبريل على موقع قاعدة بيانات كرة القدم.إي يو (الإنجليزية)
- يان جبريل على موقع عالم كرة القدم.نت (الإنجليزية)